# 母 小林多喜二の母の物語
『母 小林多喜二の母の物語』（はは こばやしたきじのははのものがたり）は、2017年制作の日本映画。
小林セキと、その次男でプロレタリア作家の小林多喜二の波瀾万丈に満ちた生涯を描く。三浦綾子原作の小説「母」の映画化。

## キャスト
- 小林セキ：寺島しのぶ[1]
- 小林多喜二：塩谷瞬[2]
- 滝口タミ：趣里
- 近藤牧師：山口馬木也
- 駐在：徳光和夫
- 安田医師：赤塚真人
- 安倍特高部長：佐野史郎
- 小林末松（セキの夫、多喜二の父）：渡辺いっけい
- 金田夫人：磯村みどり
- セキの母：浅利香津代
- 山本夫人：神田さち子
- 小林チマ（セキの娘）：松本若菜
- 小林三吾（セキの息子、多喜二の弟）：水石亜飛夢
- 宮本百合子：露のききょう
- 真行寺君枝
- 加藤純平
- 月船さらら
- 佐々木：草薙仁
- 上野神楽
- 福原圭一
- 棒頭：進藤龍也
- 安田陽子
- 崎野亜紀子
- 花子：今井鞠子
- 夕子：秋元辰美
- 平尾仁
- 小磯聡一郎
- 松野木拓人
- 広田特高刑事:井上智之
- 関戸将志
- 今村恒夫:中泉英雄